# 28718 Rivergrace
28718 Rivergrace este un asteroid din centura principală de asteroizi.

## Descriere
28718 Rivergrace este un asteroid din centura principală de asteroizi. A fost descoperit pe 7 aprilie 2000 la Socorro, New Mexico, în cadrul proiectului LINEAR. Asteroidul prezintă o orbită caracterizată de o semiaxă mare de 2,28 ua, o excentricitate de 0,16 și o înclinație de 7,3° în raport cu ecliptica.